# Partito Roldosista Ecuadoriano
Il Partito Roldosista Ecuadoriano (in spagnolo: Partido Roldosista Ecuatoriano - PRE ) è stato un partito politico ecuadoriano di orientamento conservatore attivo dal 1983 al 2014; si richiamava all'esperienza politica di Jaime Roldós Aguilera.
Sulle istanze del dissolto partito è stato fondato, nel 2015, Forza Ecuador.

## Risultati elettorali
| Elezione          | Seggi    |
| ----------------- | -------- |
| Parlamentari 1984 | 3 / 71   |
| Parlamentari 1986 | 6 / 71   |
| Parlamentari 1988 | 8 / 71   |
| Parlamentari 1990 | 13 / 72  |
| Parlamentari 1992 | 15 / 77  |
| Parlamentari 1994 | 11 / 77  |
| Parlamentari 1996 | 19 / 77  |
| Parlamentari 1998 | 27 / 121 |
| Parlamentari 2002 | 15 / 100 |
| Parlamentari 2006 | 6 / 100  |
| Parlamentari 2009 | 3 / 124  |
| Parlamentari 2013 | 1 / 137  |